# 家常菜
《家常菜》是一部以中国大陆1970年代末80年代初为背景，反映底层百姓生活为主调的电视剧。本剧于2009年9月在南京开机，2010年1月杀青。2010年8月30日扬州新闻频道首播，2011年黑龙江都市频道(1月1日)、南京等地方电视台播出，4月2日在东方卫视、北京卫视、天津卫视、辽宁卫视四大上星频道同时播出。该剧播出后受到追捧，在北京卫视的最高收视更是达到了11%，大多数观众认为本剧贴近生活，容易引起共鸣。

## 简介
国营食堂的工人刘洪昌爱上了贫寒家庭出身的文惠，后者因为家境不好放弃了上大学，但他们的爱情却遭到了家人的反对。虽然刘洪昌顶住压力和文惠结婚了，但文惠的弟妹依然不喜欢他。一连串的变故让这个家庭风雨飘摇，但刘洪昌没有被击倒，他用坚毅扛起了这个家……

## 演员
- 黄志忠 饰 刘洪昌
- 左小青 饰 文　惠
- 童　瑶 饰 文　远
- 宋春丽 饰 王翠兰
- 岳　红 饰 于秋花
- 何　琳 饰 杨麦香
- 吴　韻 饰 芬母
- 梁丹妮 饰 二庆妈
- 钟国流星 饰 文达
- 冯　雷 饰 厚墩子
- 何　音 饰 高俊玲
- 鲍大志 饰 刘运昌
- 于　恒 饰 李建斌

## 其它

### 播出改名
2011年4月2日，由于《家常菜》在东方、北京、天津、辽宁四大卫视同步播出，为了更好抓住观众，东方卫视将剧名改为《绝世好男人之家常菜》。制片人朱质颖称“绝世好男人”这个名字太俗了，容易给人以偶像剧的印象，但东方卫视的负责人则认为剧中男主角刘洪昌富有责任感，勇于担当，和“绝世好男人”很贴切。

### 重拍结局
《家常菜》本是开放式结局，留下的悬念空间很大，但在东方卫视播出后，许多观众被男主角刘洪昌感动，希望这个饱经磨难的好男人能有一个好结局。东方卫视决定邀请原班人马重拍结局，但因一些原因未能如愿，不过电视台在4月20日电视剧大结局的晚上将剧组主创、主演集合在一起，现场演绎了“完美结局”，“刘洪昌”黄志忠现场向“杨麦香”何琳求婚，满足了观众“大团圆”的愿望。

## 荣誉
- 第28届中国电视剧飞天奖 长篇电视剧二等奖
- 飞天奖组委会的评价：[5]

《家常菜》呈现了上世纪70年代末到90年代的充满小市民幽默和生活气息的底层社会，讲述了一群普通老百姓的悲欢离合，上演了一家人的生死离别与喜怒哀乐，刻画了一个纯爷们式的小人物刘洪昌，一个有责任、有担当、重情义、真性情的绝世好男人。

## 收視率
(由csm数据参考而来，收视率包括全天收视指数和市场(收视)份额参数)
| 平台     | 平均收视率 | 平均市場份額 | 全年排名 |
| 北京卫视 | 1.12       |              | 24       |